# Профанация
Профана́ция (от лат. profanatio — дословно — «осквернение святыни», десакрализация, лишение статуса сакрального того, что было ранее сакральным) — искажение, опошление чего-либо. В отличие от святотатства — осквернения умышленного, профанация, как правило, представляет собой действие невольное. Распространённой ошибкой является объединять профанацию со словом «профан», так как последнее гораздо ближе по смыслу к слову дилетантизм; человека же, намеренно занимающегося профанированием, правильно называть «профанатор». Один из ярких примеров профанирования — происходивший в ходе Реформации в Польше стихийный процесс захвата церковных земель и имущества светским дворянством лютеранского и кальвинистского вероисповедания.

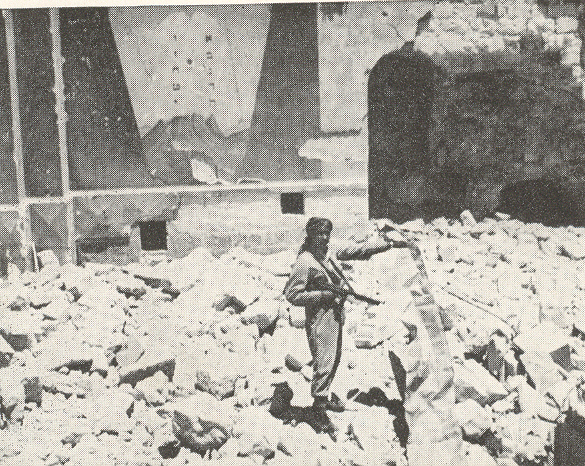
Солдат Арабского легиона среди руин синагоги Хурва с осквернённым свитком Торы, Иерусалим, май 1948 года

В религии профанация есть низведение священного предмета на степень профанного, выраженное преимущественно в пользовании им для частных надобностей. Например, в иудаизме употребление елея помазания, изготовление такого же елея или обработка храмовых благовонных специй вне храма рассматривается Библией как акт профанации, влекущий за собою наказание «карет». Все предметы, имеющие отношение к храму: посуда, употреблявшаяся при жертвенном ритуале, жертва, одеяние священников, храмовое здание — всё это считается священным, и пользование ими для будничных целей поэтому запрещено. Но это запрещение относится лишь к тем вещам, которыми уже пользовались для священных целей. «Вещь Всевышнего, — говорит Тосефта, — покуда ею не воспользовались для Всевышнего, человек может брать для употребления, но раз ею воспользовались для Всевышнего, человек ею пользоваться уже не может».
В современном понимании под профанацией чаще всего понимается искажение (иногда намеренное) изначального понимания либо восприятия какой-либо идеи.